# Ђуро Дулић
Ђуро Дулић (Бајмок, код Суботице, 15. децембар 1912 — Београд, 29. јул 2006) био је учесник Народноослободилачке борбе, генерал-потпуковник ЈНА и народни херој Југославије.

## Биографија
Рођен је 15. децембра 1912. године у Бајмоку, код Суботице у честитој Буњевачкој породици.
Основну школу је завршио у свом родном селу, а гимназију је похађао у Сомбору. Због лошег материјалног стања, морао је да прекине школовање и да се врати кући. Извесно време је радио као надничар, а затим као дневничар и чиновник у општини.
Напад сила Осовине на Краљевину Југославије, априла 1941. године, затекао га је као војника у Новом Саду. Пошто је избегао заробљавање, вратио се у Бајмок, где су га због тога што је био секретар у соколском друштву, ухапсили и одвели у логор у Апатину, а потом у Суботицу. У јуну 1941. пуштен је из логора, и крајем јуна успева да се пребаци у Србију, прво у Београд па у Цулине, место између Љубивоје и Зворника, где је обављао дужност финансијског граничара.
Крајем августа 1941. године са својом пушком и муницијом одлази у партизане, и ступа у Седму чету Рађевског батаљона Ваљевског партизанског одреда. У првој фази Прве непријатељске офанзиве Ђурина чета се налазила на комуникацији Ваљево-Шабац у блокади Ваљева. Током ових борби Ђуро је, једном приликом, сам сачекао четири немачка тенка, прва три је пропустио, а четврти је уништио запаливши га боцом бензина. Био је то један од првих тенкова које су окупатори изгубили у борбама с партизанима. Овај Ђурин подвиг похваљен је у првом броју Билтена Врховног штаба НОПО Југославије. Убрзо, се са својим Одредом пребацио на територију Ужица и учествовао у неколико борби са много надмоћнијим непријатељом.
После даноноћних непрекидних борби, током фебруара 1942. године, између 6/7. марта с остацима Ваљевског НОП одреда Ђуро се пребацио у Босну. Као поуздан борац и политички комесар чете, у мају 1942. године је уврштен у Пратећу чету Врховног штаба. Од септембра до децембра 1942. године био је командант Првог батаљона Дванаесте славонске пролетерске ударне бригаде. Од децембра 1942. до маја 1943. године био је заменик, а од маја 1943. до фебруара 1944. године командант Шеснаесте омладинске бригаде „Јожа Влаховић“. У фебруару 1944. године рањен је у ногу, на Жумберку. У периоду март-април 1944. године био је оперативац 34. дивизије. Одатле се, на сопствено тражење, упућен пешке у Војводину, где је стигао јула исте године. Од августа до 25. октобра 1944. године био је командант Бачко-барањске оперативне зоне, а затим заменик команданта 51. војвођанске дивизије. Истакао се приликом преласка Дунава код Батине, у новембру 1944. године и за тај задатак, који је успешно извршио са својом јединицом, похвалио га је Врховни командант НОВ и ПОЈ маршал Јосип Броз Тито. Од 18. јануара 1945. године до краја рата био је командант Дванаесте славонске ударне дивизије Шестог славонског корпуса.
После ослобођења Југославије, остао је у Југословенској армији. Био је начелник Оперативног одељења Треће армије у Новом Саду и начелник Оперативног одељења Шесте армије у Сарајеву. Од новембра 1946. до јуна 1948. године налазио се на школовању у Војној академији „Фрунзе“ у Москви. После повратка са школовања био је наставник тактике на Вишој војној академији ЈНА.
Током школске 1951/52. године био је слушалац курса Школе оператике Више војне академије. Од 1952. до 1955. био је начелник одељења Прве управе Генералштаба ЈНА. Од септембра 1955. до септембра 1956. године командант дивизије у Лесковцу, а од септембра 1956. до септембра 1957. године командант дивизије у Куманову. Од септембра 1957. до септембра 1959. године био је начелник штаба Команде подручја у Скопљу. Од септембра 1959. до марта 1962. године командант подручја у Славонској Пожеги. Од 1962. до 1967. године био је начелник Војне академије копнене војске у Београду, а од 1968. до 1973. године начелник Главног штаба територијалне одбране Војводине. Исте године му је у чину генерал-потпуковника ЈНА престала активна војна служба.
Умро је 29. јула 2006. године у Београду.
Носилац је Партизанске споменице 1941. и других југословенских одликовања. Орденом народног хероја одликован је 24. јула 1953. године.